# 習志野市立第五中学校
習志野市立第五中学校（ならしのしりつ だいごちゅうがっこう）は、千葉県習志野市藤崎にある公立中学校である。

## 概要
通称は「五中」。1978(昭和53)年に習志野市立第五中学校として創立。
1978（昭和53）年、周囲の都市化に伴う急激な増加によって、第一中学校と第二中学校から分離し創立された。創設時、生徒数257名・6学級でスタートした。1989（平成元）年には、生徒数1033名・26学級となり、その後生徒数は減少に転じたが、2020（令和2）年度は1年生221名、2年生246名、3年生201名、総生徒数668名・21学級（特別支援学級1）となった。

## 沿革
- 1978年（昭和53年）
  - 3月27日 - 校舎1期工事竣工
  - 4月1日 - 習志野市立第六中学校と同日に開校
  - 4月5日 - 開校式
  - 4月7日 - 入学式
  - 5月11日 - PTA設立、後援会設立
- 1979年（昭和54年）
  - 4月5日 - 校旗完成（校旗作成実行委員会から贈呈）
- 1980年（昭和55年）
  - 1月30日 - 校歌完成
  - 2月29日 - 体育館竣工
  - 4月26日 - 校旗・校歌制定、体育館落成式典
- 1982年（昭和57年）
  - 3月25日 - 増築工事竣工（普通教室6、特別教室6）
  - 10月1日 - 体育館暗幕設置（PTA有価物回収により）
  - 12月24日 - 校庭 桜成木100本植樹
- 1984年（昭和59年）
  - 5月20日 - 電子オルガン各教室に設置
  - 8月21日 - プール竣工（25メートル6コース）
- 1987年（昭和62年）
  - 11月14日 - 創立10周年記念式典・大校章を校舎壁面設置
- 1990年（平成2年）
  - 3月15日 - 増築工事竣工（普通教室4、特別教室2）
  - 9月1日 - LL教室完成
- 1991年（平成3年）
  - 6月30日 - コンピューター室完成
  - 12月28日 - 校庭拡張
- 1997年（平成9年）
  - 6月15日 - 創立20周年式典（習志野文化ホールにて）
- 2002年（平成13年）
  - 3月9日 - 自校給食調理棟竣工
  - 5月1日 - 自校給食開始
- 2007年（平成19年）
  - 10月27日 - 創立30周年式典
- 2011年（平成23年）
  - 1月28日 - 全日本合唱教育研究会全国大会
- 2017年（平成29年）
  - 10月28日 - 創立40周年式典
- 2020年（令和2年）
  - 8月31日 - 体育館大規模改修工事竣工

## 著名な卒業生
- 有岡大貴 - 歌手、タレント Hey!Say!JUMP

## 教育目標
自ら学び、心豊かで、たくましい生徒の育成

## 学校行事
- 4月
  - 始業式
  - 入学式
  - 新入生歓迎会
  - 部活動保護者会
- 5月
  - 生徒総会
  - 3年修学旅行（京都・奈良）
  - 運動会
  - 1学期中間テスト
- 6月
  - 1年校外学習
  - 2年自然体験学習
  - 1学期末テスト
- 7月
  - 市総合体育大会
  - 終業式
- 8月
  - 全校登校日
- 9月
  - 始業式
  - 防災訓練
  - PTAバザー・稲穂祭
- 10月
  - 2学期中間テスト
  - 生徒会選挙
  - 生徒会役員認証式
- 11月
  - 校内合唱コンクール
  - 2学期期末テスト
  - 2年職場体験学習
- 12月
  - 終業式
- 1月
  - 始業式
- 2月
  - 学年末テスト
- 3月
  - 予餞会
  - 卒業式
  - 修了式

## 部活動

### 常設運動部
- 陸上部
- 野球部
- サッカー部
- ソフトボール部
- 男子・女子テニス部
- 男子・女子バスケットボール部
- 男子・女子バレーボール部
- 男子・女子卓球部
- 柔道部
- 剣道部

### 常設文化部
- 吹奏楽部
- パソコン部
- 美術部
- 家庭科部

### 特設部
- 水泳部
- 体操部
- 硬式テニス部

## 通学区
- 鷺沼2丁目13～19番
- 鷺沼台1丁目～2丁目
- 津田沼1丁目～5丁目、6丁目4～14番、7丁目3～7番
- 藤崎1丁目～4丁目、5丁目1・6～7・9～11番、7丁目
- 谷津町1丁目（国道14号以北）、4丁目

## 学区内の主な施設
- 商業施設
  - イオンモール津田沼
  - イトーヨーカドー津田沼店
  - ミーナ津田沼
- 鉄道駅
  - JR総武本線津田沼駅
  - 京成電鉄京成本線・千葉線・松戸線京成津田沼駅
  - 京成電鉄松戸線新津田沼駅
- 教育機関
  - 習志野市立津田沼小学校
  - 習志野市立藤崎小学校
  - 千葉工業大学津田沼キャンパス
- その他
  - 習志野郵便局
  - 習志野市企業局
  - 公務員住宅津田沼官舎
  - 東日本旅客鉄道株式会社津田沼アパート
  - 住友大阪セメント津田沼社宅

## 交通
- 総武本線津田沼駅下車 徒歩10分
- 京成本線京成津田沼駅下車 徒歩10分
- 京成松戸線新津田沼駅下車 徒歩10分
- ハッピーバス第五中学校下車 徒歩2分
- 京成バス第五中学校下車 徒歩2分